# (491767) 2012 VU113
2012 VU113, também escrito como 2012 VU113, é um objeto transnetuniano que está localizado no Cinturão de Kuiper, uma região do Sistema Solar. Este corpo celeste é classificado como um plutino, pois, o mesmo está em uma ressonância orbital de 2:3 com o planeta Netuno. Ele possui uma magnitude absoluta de 7,7 e tem um diâmetro estimado de cerca de 127 km.

## Descoberta
2012 VU113 foi descoberto no dia 15 de novembro de 2012 pelo The Dark Energy Survey.

## Órbita
A órbita de 2012 VU113 tem uma excentricidade de 0,075 e possui um semieixo maior de 39,423 UA. O seu periélio leva o mesmo a uma distância de 36,468 UA em relação ao Sol e seu afélio a 42,379 UA.